# Jiuzhang
Lo Jiuzhang è un prototipo di computer quantistico basato su fotoni da 76 qubit sviluppato dall'Università di Scienza e Tecnologia della Cina (USTC). Prende il nome da Jiuzhang Suanshu, un matematico cinese di epoca classica.
Il 3 dicembre 2020, l'USTC ha annunciato su Science che Jiuzhang ha condotto con successo un'attività di campionamento del bosone gaussiano in 200 secondi, dove ci sarebbero voluti mezzo miliardo di anni sul computer non quantistico classico più veloce, e 2,5 miliardi di anni sul supercomputer Sunway TaihuLight. Il team cinese afferma che è 10 miliardi di volte più veloce del processore Sycamore basato su superconduttori di Google e, come tale, diventa il secondo computer a raggiungere la supremazia quantistica.